# Escut de Bassella

Escut oficial de Bassella

L'escut oficial de Bassella té el següent blasonament:
Escut caironat: de sinople, una perla ondada d'argent acompanyada d'un castell obert d'or i de dues basses o estanys d'argent i d'atzur. Per timbre, una corona mural de poble.

## Història
Va ser aprovat el 17 de gener del 2006 i publicat al DOGC el 9 de febrer del mateix any.
L'escut vol reflectir la situació geogràfica de Bassella, assenyalada pel castell, senyal tradicional del municipi (antigament anomenat Castellnou de Bassella), situat a la confluència de la ribera Salada i la riera de Madrona amb el Segre, que aquí forma el pantà de Rialb. Les dues basses o estanys heràldics són un senyal parlant, al·lusiu a l'etimologia popular del nom del poble.